# Abdul Rehman
Abdul Rehman (ur. 11 czerwca 1992) – pakistański zapaśnik walczący w obu stylach. Zajął osiemnaste miejsce na igrzyskach azjatyckich w 2018. Brązowy medalista mistrzostw Wspólnoty Narodów w 2016. Triumfator igrzysk Azji Południowej w 2019 roku.